# 第21回全日本アンサンブルコンテスト
第21回全日本アンサンブルコンテストは、1998年に行われた全日本アンサンブルコンテストの第21回大会である。

## 概要
1998年3月21日に、札幌コンサートホールで開催された。全日本吹奏楽連盟・朝日新聞社主催。文化庁・日本放送協会・北海道教育委員会・札幌市・札幌市教育委員会・北海道高等学校文化連盟後援。

### 審査員
- 磯部周平
- 上原宏
- 大垣内英伸
- 織田準一
- 坂口聡
- 高橋知己
- 仲田守（サクソフォーン奏者・編曲家）
- 中野富雄
- 真弓基教

## 代表校・代表団体
下記表では同一校から2グループが出場した場合は、「W（ダブル）出場」と表記。

### 中学の部
| 中学の部 | 中学の部          | 中学の部                         | 中学の部                |
| 支部     | 都道府県 （地区） | 代表校                           | 出場回数                |
| -------- | ----------------- | -------------------------------- | ----------------------- |
| 北海道   |                   | 札幌市立栄中学校吹奏楽部         | 2回目3年ぶり            |
| 北海道   |                   | 木古内町立木古内中学校吹奏楽部   | 初出場                  |
| 東北     | 青森県            | 八戸市立第二中学校吹奏楽部       | 初出場                  |
| 東北     | 岩手県            | 遠野市立遠野中学校吹奏楽部       | 初出場                  |
| 東関東   | 茨城県            | ひたちなか市立大島中学校吹奏楽部 | 初出場                  |
| 東関東   | 栃木県            | 宇都宮市立陽西中学校吹奏楽部     | 初出場                  |
| 西関東   | 埼玉県            | 狭山市立東中学校吹奏楽部         | 3回目3年連続／Ｗ出場 ア |
| 東京     | 東京都            | 玉川学園中学部吹奏楽部           | 5回目6年ぶり            |
| 東京     | 東京都            | 世田谷学園中学校吹奏楽部         | 9回目3年連続            |
| 北陸     | 富山県            | 婦中町立速星中学校吹奏楽部       | 初出場                  |
| 北陸     | 富山県            | 高岡市立芳野中学校吹奏楽部       | 2回目2年連続            |
| 東海     | 長野県            | 更埴市屋代中学校吹奏楽部         | 初出場                  |
| 東海     | 愛知県            | 蒲郡市立中部中学校吹奏楽部       | 初出場                  |
| 関西     | 兵庫県            | 猪名川町立中谷中学校吹奏楽部     | 初出場                  |
| 関西     | 兵庫県            | 姫路市立山陽中学校吹奏楽部       | 初出場                  |
| 中国     | 岡山県            | 久世町立久世中学校吹奏楽部       | 初出場                  |
| 中国     | 広島県            | 広島市立五日市中学校吹奏楽部     | 初出場                  |
| 四国     | 愛媛県            | 松山市立南中学校吹奏楽部         | 3回目2年連続／Ｗ出場 イ |
| 九州     | 長崎県            | 長崎市立緑が丘中学校吹奏楽部     | 初出場                  |
| 九州     | 鹿児島県          | 徳之島町立亀津中学校吹奏楽部     | 初出場                  |

### 高校の部
| 高校の部 | 高校の部          | 高校の部                         | 高校の部                 |
| 支部     | 都道府県 （地区） | 代表校                           | 出場回数                 |
| -------- | ----------------- | -------------------------------- | ------------------------ |
| 北海道   |                   | 北海道釧路北高等学校吹奏楽部     | 3回目3年ぶり             |
| 北海道   |                   | 東海大学第四高等学校吹奏楽部     | 6回目7年ぶり             |
| 東北     | 山形県            | 山形県立山形中央高等学校吹奏楽部 | 初出場                   |
| 東北     | 福島県            | 福島県立相馬女子高等学校吹奏楽部 | 初出場                   |
| 東関東   | 茨城県            | 茨城県立水戸第一高等学校吹奏楽部 | 初出場                   |
| 東関東   | 茨城県            | 常総学院高等学校吹奏楽部         | 6回目4年連続             |
| 西関東   | 埼玉県            | 埼玉県立与野高等学校吹奏楽部     | 初出場                   |
| 西関東   | 新潟県            | 新潟県立新潟商業高等学校吹奏楽部 | 3回目11年ぶり            |
| 東京     | 東京都            | トキワ松学園高等学校吹奏楽部     | 2回目2年連続             |
| 東京     | 東京都            | 八王子高等学校吹奏楽部           | 6回目3年ぶり             |
| 北陸     | 富山県            | 富山県立高岡商業高等学校吹奏楽部 | 12回目6年連続            |
| 北陸     | 石川県            | 石川県立小松明峰高等学校吹奏楽部 | 2回目12年ぶり            |
| 東海     | 愛知県            | 安城学園高等学校吹奏楽部         | 2回目8年ぶり             |
| 東海     | 愛知県            | 愛知県立幸田高等学校吹奏楽部     | 初出場                   |
| 関西     | 兵庫県            | 三田学園高等学校吹奏楽部         | 初出場                   |
| 関西     | 兵庫県            | 兵庫県立西宮高等学校吹奏楽部     | 初出場                   |
| 中国     | 岡山県            | 就実高等学校吹奏楽部             | 6回目11年ぶり／Ｗ出場 ウ |
| 四国     | 香川県            | 高松第一高等学校吹奏楽部         | 7回目3年連続／Ｗ出場 エ  |
| 九州     | 福岡県            | 九州女子高等学校吹奏楽部         | 初出場                   |
| 九州     | 沖縄県            | 沖縄県立西原高等学校吹奏楽部     | 2回目5年ぶり             |

### 大学の部
| 大学の部 | 大学の部          | 大学の部                                 | 大学の部      |
| 支部     | 都道府県 （地区） | 代表団体                                 | 出場回数      |
| -------- | ----------------- | ---------------------------------------- | ------------- |
| 北海道   |                   | 札幌大学吹奏楽団                         | 初出場        |
| 東北     | 秋田県            | 秋田大学ニューブラスアンサンブル         | 5回目2年連続  |
| 東関東   | 茨城県            | 茨城大学吹奏楽団                         | 2回目8年ぶり  |
| 西関東   | 埼玉県            | 文教大学吹奏楽部                         | 7回目3年連続  |
| 東京     | 東京都            | 中央大学学友会文化連盟音楽研究会吹奏楽部 | 8回目5年連続  |
| 北陸     | 石川県            | 金沢大学吹奏楽団                         | 19回目5年連続 |
| 東海     | 愛知県            | 日本福祉大学合奏研究会吹奏楽団           | 3回目4年ぶり  |
| 関西     | 兵庫県            | 関西学院大学応援団総部吹奏楽部           | 2回目2年ぶり  |
| 四国     | 香川県            | 香川大学吹奏楽団                         | 9回目3年連続  |
| 九州     | 宮崎県            | 宮崎女子短期大学吹奏楽部                 | 初出場        |

### 職場の部
| 職場の部 | 職場の部          | 職場の部                   | 職場の部       |
| 支部     | 都道府県 （地区） | 代表団体                   | 出場回数       |
| -------- | ----------------- | -------------------------- | -------------- |
| 北海道   |                   | 高橋水産吹奏楽団           | 6回目2年連続   |
| 東北     | 山形県            | 株式会社長井理研           | 初出場         |
| 東関東   | 神奈川県          | NEC玉川吹奏楽団            | 15回目5年ぶり  |
| 西関東   | 埼玉県            | 株式会社ウインズ吹奏楽部   | 3回目2年ぶり   |
| 東京     | 東京都            | 郵政中央吹奏楽団           | 5回目16年ぶり  |
| 東海     | 静岡県            | ヤマハ吹奏楽団浜松         | 11回目2年ぶり  |
| 関西     | 大阪府            | 阪急百貨店吹奏楽団         | 12回目3年連続  |
| 中国     | 広島県            | NTT中国吹奏楽団            | 16回目15年連続 |
| 九州     | 福岡県            | ブリヂストン吹奏楽団久留米 | 10回目7年連続  |

### 一般の部
| 一般の部 | 一般の部          | 一般の部                               | 一般の部     |
| 支部     | 都道府県 （地区） | 代表団体                               | 出場回数     |
| -------- | ----------------- | -------------------------------------- | ------------ |
| 北海道   |                   | 旭川交響吹奏楽団                       | 2回目2年連続 |
| 東北     | 宮城県            | 仙台サクソフォン・アンサンブル・クラブ | 4回目2年ぶり |
| 東関東   | 千葉県            | 土気シビックウインドオーケストラ       | 2回目2年ぶり |
| 西関東   | 埼玉県            | ソールリジェール吹奏楽団               | 3回目3年連続 |
| 東京     | 東京都            | 薔薇崇師ウィンドシンフォニー           | 初出場       |
| 北陸     | 福井県            | ソノーレウインドアンサンブル           | 初出場       |
| 東海     | 愛知県            | 西尾市民吹奏楽団                       | 6回目2年ぶり |
| 関西     | 滋賀県            | ミューズ・ブラス・アンサンブル         | 初出場       |
| 中国     | 広島県            | 元祖平成吹奏楽団                       | 初出場       |
| 四国     | 香川県            | ソルティールクァルテット               | 初出場       |
| 九州     | 宮崎県            | ピエドプールクワルテット               | 初出場       |

## 結果

### 中学の部
| 中学の部 | 中学の部        | 中学の部                         | 中学の部             | 中学の部 | 中学の部 | 中学の部   |
| No.      | 代表支部        | 団体名                           | 編成                 | 演奏曲（作曲者／編曲者）                                                                                            | 賞       | 補足       |
| -------- | --------------- | -------------------------------- | -------------------- | --- | -------- | ---------- |
| 1        | 北陸／ 富山県   | 婦中町立速星中学校吹奏楽部       | 打楽器七重奏         | マリンバとパーカッションアンサンブルのための協奏曲 （N.ロサウロ）                                                   | 銀       |            |
| 2        | 中国／ 広島県   | 広島市立五日市中学校吹奏楽部     | 打楽器六重奏         | ティンパニとパーカッションアンサンブルのための協奏曲 （J.ベック）                                                   | 銅       |            |
| 3        | 東北／ 岩手県   | 遠野市立遠野中学校吹奏楽部       | 打楽器六重奏         | ティンパニとパーカッションアンサンブルのための協奏曲 （J.ベック）                                                   | 銀       |            |
| 4        | 東関東／ 栃木県 | 宇都宮市立陽西中学校吹奏楽部     | 打楽器六重奏         | バリ島からの幻想曲'84 （伊藤康英）                                                                                  | 金       |            |
| 5        | 北海道          | 札幌市立栄中学校吹奏楽部         | 打楽器五重奏         | イントロダクションアンドダンスNo.1 （櫛田胅之扶）                                                                   | 銀       |            |
| 6        | 四国／ 愛媛県   | 松山市立南中学校吹奏楽部         | サクソフォーン四重奏 | グラーヴェとプレスト （J.リヴィエ）                                                                                 | 銀       | W出場 イ-1 |
| 7        | 九州／ 長崎県   | 長崎市立緑が丘中学校吹奏楽部     | サクソフォーン四重奏 | アレグロ・ドゥ・コンセール （J.B.サンジュレー）                                                                     | 銅       |            |
| 8        | 関西／ 兵庫県   | 猪名川町立中谷中学校吹奏楽部     | サクソフォーン四重奏 | 私のお気に入り （R.ロジャーズ／真島俊夫）                                                                           | 銀       |            |
| 9        | 北海道          | 木古内町立木古内中学校吹奏楽部   | サクソフォーン四重奏 | アンダンテとスケルツォ （E.ボザ）                                                                                   | 金       |            |
| 10       | 東京／ 中学     | 玉川学園中学部吹奏楽部           | クラリネット八重奏   | 序奏とロンド （G.ジェイコブ）                                                                                       | 銀       |            |
| 11       | 東海／ 愛知県   | 蒲郡市立中部中学校吹奏楽部       | クラリネット八重奏   | コラールと舞曲 （V.ネリベル）                                                                                       | 銀       |            |
| 12       | 東京／ 中学     | 世田谷学園中学校吹奏楽部         | クラリネット六重奏   | 悲愴 （L.v.ベートーヴェン／M.KATO）                                                                                 | 金       |            |
| 13       | 東北／ 青森県   | 八戸市立第二中学校吹奏楽部       | クラリネット六重奏   | 「家族」より （R.ルーシュール）                                                                                     | 銀       |            |
| 14       | 九州／ 鹿児島県 | 徳之島町立亀津中学校吹奏楽部     | クラリネット四重奏   | 兜率の憂い （磯崎敦博）                                                                                             | 金       |            |
| 15       | 四国／ 愛媛県   | 松山市立南中学校吹奏楽部         | クラリネット三重奏   | 「テルツェット」よりII・III （M.プート）                                                                            | 銀       | W出場 イ-2 |
| 16       | 西関東／ 埼玉県 | 狭山市立東中学校吹奏楽部         | 木管八重奏           | 民話の主題によるスコットランド行進曲 （C.ドビュッシー／N.NAKAGAWA）                                                 | 銀       | W出場 ア-1 |
| 17       | 中国／ 岡山県   | 久世町立久世中学校吹奏楽部       | 木管五重奏           | 木管五重奏のための日本民謡の主題による3つの“じゃぱねすく” （戸田多佳子）                                            | 銅       |            |
| 18       | 東関東／ 茨城県 | ひたちなか市立大島中学校吹奏楽部 | 木管五重奏           | 「17世紀の古風なハンガリー舞曲」より第1、2、5楽章 （F.ファルカシュ）                                                | 銀       |            |
| 19       | 北陸／ 富山県   | 高岡市立芳野中学校吹奏楽部       | 金管八重奏           | 「ロンドンの小景」よりI・IV （G.ラングフォード）                                                                    | 銀       |            |
| 20       | 西関東／ 埼玉県 | 狭山市立東中学校吹奏楽部         | 金管八重奏           | 「フランスルネッサンス舞曲集」よりガイアルド、パヴァーヌ、パッサメーズ、バスダンス （C.ジェルヴェーズ／N.NAKAGAWA） | 金       | W出場 ア-2 |
| 21       | 関西／ 兵庫県   | 姫路市立山陽中学校吹奏楽部       | 金管八重奏           | 「スザート組曲」より （T.スザート／J.アイヴソン）                                                                   | 金       |            |
| 22       | 東海／ 長野県   | 更埴市屋代中学校吹奏楽部         | 金管八重奏           | 「金管八重奏のためのテルプシコーレ舞曲集」より1.エントレ 2.ヴォルト 5.ブーレ （M.プレトリウス／佐藤正人）           | 金       |            |

### 高校の部
| 高校の部 | 高校の部        | 高校の部                         | 高校の部             | 高校の部 | 高校の部 | 高校の部   |
| No.      | 代表支部        | 団体名                           | 編成                 | 演奏曲（作曲者／編曲者）                                                                                             | 賞       | 補足       |
| -------- | --------------- | -------------------------------- | -------------------- | --- | -------- | ---------- |
| 1        | 北陸／ 富山県   | 富山県立高岡商業高等学校吹奏楽部 | 打楽器七重奏         | 祝典とコラール （N.デ・ポンテ）                                                                                      | 金       |            |
| 2        | 東海／ 愛知県   | 安城学園高等学校吹奏楽部         | 打楽器六重奏         | バリ島からの幻想曲'84 （伊藤康英）                                                                                   | 金       |            |
| 3        | 関西／ 兵庫県   | 三田学園高等学校吹奏楽部         | サクソフォーン四重奏 | 「ベルガマスク組曲」よりプレリュード （C.ドビュッシー／K.NAKAMURA）                                                  | 金       |            |
| 4        | 中国／ 岡山県   | 就実高等学校吹奏楽部             | サクソフォーン四重奏 | 4つの自我 （平部やよい）                                                                                             | 銀       | W出場 ウ-1 |
| 5        | 東京／ 高校     | トキワ松学園高等学校吹奏楽部     | サクソフォーン四重奏 | グラーヴェとプレスト （J.リヴィエ）                                                                                  | 銀       |            |
| 6        | 北海道          | 北海道釧路北高等学校吹奏楽部     | サクソフォーン四重奏 | 小四重奏曲 （J.フランセ）                                                                                            | 銅       |            |
| 7        | 東京／ 高校     | 八王子高等学校吹奏楽部           | クラリネット八重奏   | ルーマニア民俗舞曲 （B.バルトーク／森田一浩）                                                                        | 銅       |            |
| 8        | 中国／ 岡山県   | 就実高等学校吹奏楽部             | クラリネット八重奏   | コラールと舞曲 （V.ネリベル）                                                                                        | 銀       | W出場 ウ-2 |
| 9        | 東北／ 山形県   | 山形県立山形中央高等学校吹奏楽部 | クラリネット七重奏   | コラールと舞曲 （V.ネリベル）                                                                                        | 銅       |            |
| 10       | 西関東／ 埼玉県 | 埼玉県立与野高等学校吹奏楽部     | クラリネット八重奏   | 序奏とロンド （G.ジェイコブ）                                                                                        | 銀       |            |
| 11       | 四国／ 香川県   | 高松第一高等学校吹奏楽部         | クラリネット七重奏   | 序奏とロンド （G.ジェイコブ）                                                                                        | 銅       | W出場 エ-1 |
| 12       | 西関東／ 新潟県 | 新潟県立新潟商業高等学校吹奏楽部 | クラリネット四重奏   | 4本のクラリネットのための「6つの小片」よりI・II・IV （J.M.デファイエ）                                               | 金       |            |
| 13       | 四国／ 香川県   | 高松第一高等学校吹奏楽部         | フルート四重奏       | グランドカルテット ホ短調 （F.クーラウ）                                                                             | 金       | W出場 エ-2 |
| 14       | 東北／ 福島県   | 福島県立相馬女子高等学校吹奏楽部 | フルート四重奏       | 夏山の一日 （E.ボザ）                                                                                                | 銀       |            |
| 15       | 東関東／ 茨城県 | 茨城県立水戸第一高等学校吹奏楽部 | 木管五重奏           | 「2本のオーボエ、ファゴットと通奏低音のためのソナタ」より第4番より第4楽章 （J.D.ツェレンカ）                         | 金       |            |
| 16       | 九州／ 福岡県   | 九州女子高等学校吹奏楽部         | 木管三重奏           | 「セレナーデ」より第2、3楽章 （E.ボザ）                                                                              | 金       |            |
| 17       | 関西／ 兵庫県   | 兵庫県立西宮高等学校吹奏楽部     | 金管八重奏           | 第1旋法による8声のカンツォーナ （G.ガブリエーリ／R.キング）                                                          | 銅       |            |
| 18       | 九州／ 沖縄県   | 沖縄県立西原高等学校吹奏楽部     | 金管八重奏           | 「ロンドンの小景」よりI・VI （G.ラングフォード／T.YOGI）                                                             | 銀       |            |
| 19       | 北海道          | 東海大学第四高等学校吹奏楽部     | 金管八重奏           | 「スザート組曲」より （T.スザート／J.アイヴソン）                                                                    | 銅       |            |
| 20       | 北陸／ 石川県   | 石川県立小松明峰高等学校吹奏楽部 | 金管八重奏           | 「金管八重奏のためのテルプシコーレ舞曲集」より2.ヴォルト 3.カナリー 5.ブーレ （M.プレトリウス／佐藤正人）            | 金       |            |
| 21       | 東海／ 愛知県   | 愛知県立幸田高等学校吹奏楽部     | 金管八重奏           | 「金管八重奏のためのテルプシコーレ舞曲集」より1.エントレ 2.ヴォルト 3.カナリー 5.ブーレ （M.プレトリウス／佐藤正人） | 金       |            |
| 22       | 東関東／ 茨城県 | 常総学院高等学校吹奏楽部         | 金管八重奏           | 「金管八重奏のためのテルプシコーレ舞曲集」より1.エントレ 2.ヴォルト 3.カナリー 5.ブーレ （M.プレトリウス／佐藤正人） | 銀       |            |

### 大学の部
| 大学の部 | 大学の部        | 大学の部                                 | 大学の部             | 大学の部                                                                    | 大学の部 | 大学の部 |
| No.      | 代表支部        | 団体名                                   | 編成                 | 演奏曲（作曲者／編曲者）                                                    | 賞       | 補足     |
| -------- | --------------- | ---------------------------------------- | -------------------- | --------------------------------------------------------------------------- | -------- | -------- |
| 1        | 四国／ 香川県   | 香川大学吹奏楽団                         | 打楽器四重奏         | バリ島からの幻想曲'84 （伊藤康英）                                          | 銀       |          |
| 2        | 東海／ 愛知県   | 日本福祉大学合奏研究会吹奏楽団           | サクソフォーン五重奏 | ハンガリアンピクチャーズ （B.バルトーク／C.Sears）                          | 銀       |          |
| 3        | 九州／ 宮崎県   | 宮崎女子短期大学吹奏楽部                 | サクソフォーン四重奏 | 「サクソフォーン四重奏曲」より第3楽章 （A.デザンクロ）                      | 金       |          |
| 4        | 西関東／ 埼玉県 | 文教大学吹奏楽部                         | クラリネット八重奏   | 「リクディム」4つのイスラエル民族舞曲 （J.ヴァン=デル=ロースト／M.Jense）   | 銅       |          |
| 5        | 東京／ 大学     | 中央大学学友会文化連盟音楽研究会吹奏楽部 | クラリネット四重奏   | 「グランド・カルテット」より （J.ウォーターソン）                           | 銅       |          |
| 6        | 北海道          | 札幌大学吹奏楽団                         | 木管三重奏           | ディヴェルティメント （M.アーノルド）                                       | 銅       |          |
| 7        | 東北／ 秋田県   | 秋田大学ニューブラスアンサンブル         | 金管八重奏           | 高貴なる葡萄酒を讃えて （G.リチャーズ）                                     | 金       |          |
| 8        | 東関東／ 茨城県 | 茨城大学吹奏楽団                         | 金管五重奏           | 「五重奏曲」よりI・III （M.アーノルド）                                     | 金       |          |
| 9        | 北陸／ 石川県   | 金沢大学吹奏楽団                         | 金管四重奏           | 「ポップ組曲」より （A.フラッケンポール）                                   | 銀       |          |
| 10       | 関西／ 兵庫県   | 関西学院大学応援団総部吹奏楽部           | 金管八重奏           | 「金管八重奏のためのテルプシコーレ舞曲集」より （M.プレトリウス／佐藤正人） | 銀       |          |

### 職場の部
| 職場の部 | 職場の部          | 職場の部                   | 職場の部             | 職場の部                                                                                      | 職場の部 | 職場の部 |
| No.      | 代表支部          | 団体名                     | 編成                 | 演奏曲（作曲者／編曲者）                                                                      | 賞       | 補足     |
| -------- | ----------------- | -------------------------- | -------------------- | --------------------------------------------------------------------------------------------- | -------- | -------- |
| 1        | 中国／ 広島県     | NTT中国吹奏楽団            | サクソフォーン四重奏 | グラーヴェとプレスト （J.リヴィエ）                                                           | 金       |          |
| 2        | 東関東／ 神奈川県 | NEC玉川吹奏楽団            | サクソフォーン四重奏 | グラーヴェとプレスト （J.リヴィエ）                                                           | 金       |          |
| 3        | 東北／ 山形県     | 株式会社長井理研           | クラリネット三重奏   | 「クラリネットのための5つの小品」よりII・V （F.ノイマン）                                     | 銅       |          |
| 4        | 西関東／ 埼玉県   | 株式会社ウインズ吹奏楽部   | クラリネット三重奏   | 「嬉遊曲 変ロ長調 KV439b」よりメヌエット・ロンド （W.A.モーツァルト）                         | 銅       |          |
| 5        | 東京／ 職場       | 郵政中央吹奏楽団           | クラリネット三重奏   | 3本のクラリネットのためのトリオ （J.F.フンメル）                                              | 銅       |          |
| 6        | 北海道            | 高橋水産吹奏楽団           | 木管五重奏           | 「木管五重奏曲 変ロ長調」より （F.ダンツィ）                                                  | 銀       |          |
| 7        | 関西／ 大阪府     | 阪急百貨店吹奏楽団         | 金管八重奏           | 「ロンドンの小景」より （G.ラングフォード）                                                   | 銀       |          |
| 8        | 九州／ 福岡県     | ブリヂストン吹奏楽団久留米 | 金管八重奏           | 「高貴なる葡萄酒を讃えて」より第5楽章フンダドーレ…そしてシャンペンをもう一本 （G.リチャーズ） | 金       |          |
| 9        | 東海／ 静岡県     | ヤマハ吹奏楽団浜松         | 金管六重奏           | スリーガーシュウィンソングス （G.ガーシュウィン／松岡祐治）                                   | 金       |          |

### 一般の部
| 一般の部 | 一般の部        | 一般の部                               | 一般の部             | 一般の部 | 一般の部 | 一般の部 |
| No.      | 代表支部        | 団体名                                 | 編成                 | 演奏曲（作曲者／編曲者）                                                                                    | 賞       | 補足     |
| -------- | --------------- | -------------------------------------- | -------------------- | --- | -------- | -------- |
| 1        | 北陸／ 福井県   | ソノーレウインドアンサンブル           | 打楽器六重奏         | マリンバとパーカッションアンサンブルのための協奏曲 （N.ロサウロ）                                           | 金       |          |
| 2        | 中国／ 広島県   | 元祖平成吹奏楽団                       | 打楽器五重奏         | マリンバ・スピリチュアル （三木稔）                                                                         | 銀       |          |
| 3        | 九州／ 宮崎県   | ピエドプールクワルテット               | サクソフォーン四重奏 | 「サクソフォーン四重奏曲」より第3楽章 （A.デザンクロ）                                                      | 金       |          |
| 4        | 四国／ 香川県   | ソルティールクァルテット               | サクソフォーン四重奏 | 「サクソフォーン四重奏曲」より （A.デザンクロ）                                                             | 銀       |          |
| 5        | 東北／ 宮城県   | 仙台サクソフォン・アンサンブル・クラブ | サクソフォーン四重奏 | タンゴのための4人 （A.ピアソラ／C.Voirpy）                                                                  | 銀       |          |
| 6        | 東京／ 一般     | 薔薇崇師ウィンドシンフォニー           | クラリネット八重奏   | 「リュートのための古いアリアと舞曲」より第3組曲よりI・IV （O.レスピーギ／J.TUKIMURA）                       | 銅       |          |
| 7        | 西関東／ 埼玉県 | ソール・リジェール吹奏楽団             | クラリネット四重奏   | 兜率の憂い （磯崎敦博）                                                                                     | 金       |          |
| 8        | 関西／ 滋賀県   | ミューズ・ブラス・アンサンブル         | 金管八重奏           | 「フランスルネッサンス舞曲集」より （C.ジェルヴェーズ／P.リーヴ）                                           | 銅       |          |
| 9        | 東海／ 愛知県   | 西尾市民吹奏楽団                       | 金管八重奏           | 「金管八重奏のためのテルプシコーレ舞曲集」より1.エントレ 4.ブランル 2.ヴォルト （M.プレトリウス／佐藤正人） | 銅       |          |
| 10       | 東関東／ 千葉県 | 土気シビックウインドオーケストラ       | 金管八重奏           | 「金管八重奏のためのテルプシコーレ舞曲集」より （M.プレトリウス／佐藤正人）                                 | 銅       |          |
| 11       | 北海道          | 旭川交響吹奏楽団                       | 金管八重奏           | 「ロンドンの小景」よりI・V・IV （G.ラングフォード）                                                         | 金       |          |